# Winia
Winia Electronics (en coreano: 위니아전자) es una compañía de electrodomésticos. Es la tercera mayor empresa de electrónicas de Corea del Sur después de Samsung y LG. La compañía fabrica una gran variedad de electrónica y electrodomésticos.
En 2018, Dayou Group (Winia Group) finalizó la compra de Daewoo Electronics (Dae = Gran, Woo = Universo).
Winia es proveedor del Paris Saint-Germain Handball.

## Historia
Fundada en 1971 como parte del chaebol Daewoo, ha crecido en una compañía global con más de 64 sitios de producción, I+D y centros de ventas en más de 40 países del mundo.
Además de fabricar bienes de consumo, la compañía ha sido contratada por varios grupos para establecer unidades de fabricación locales de aire acondicionado, refrigeradores y lavadoras.

En su historia ha sido frecuente el actuar como fabricante OEM vendiendo sus productos bajo marcas de terceros.
Daewoo Electronics Sales UK (DESUK) fue establecido en noviembre de 1993.
La casa matriz se declaró en quiebra en 1999 después de la crisis financiera asiática. El gobierno surcoreano procedió a liquidar el chaebol, cerrando las empresas inviables y vendiendo las empresas viables a competidores o grupos de acreedores, siendo este el caso de Daewoo Electronics.
En octubre de 2010, se anunció que el grupo de acreedores que era dueño de la empresa iba a venderla a la compañía de electrónicas Entekhab Industrial Group, con sede en Irán por un precio de unos 519,3 millones de dólares tras ganar la competición con Electrolux de Suecia por la adquisición.
En junio de 2011, se anunció que los acreedores de Daewoo decidieron cancelar el acuerdo con Entekhab por incertidumbres de financiamiento. En consecuencia, Entekhab Group amenazó con acciones legales.
Después de años de tratos infructuosos, en enero de 2013, Dongbu Group (DB Group) aceptó hacerse cargo de Daewoo Electronics ($270 millones) para tener el efecto de sinergia con las familias de Dongbu (especialmente Dongbu CNI, Dongbu Hiteck y Dongbu Steel). Daewoo Electronics se convirtió en familia de Dongbu Group a terminación de su renegociación de su deuda.
Es la propietaria de Winia Dimchae Co. Ltd, Daewoo Electronic Components Co. Ltd, Daewoo Electric Motor Industries Ltd, Orion Electric Co. Ltd y Praud.
El actual lema corporativo de Winia es "Hazlo fácil".

## Galería

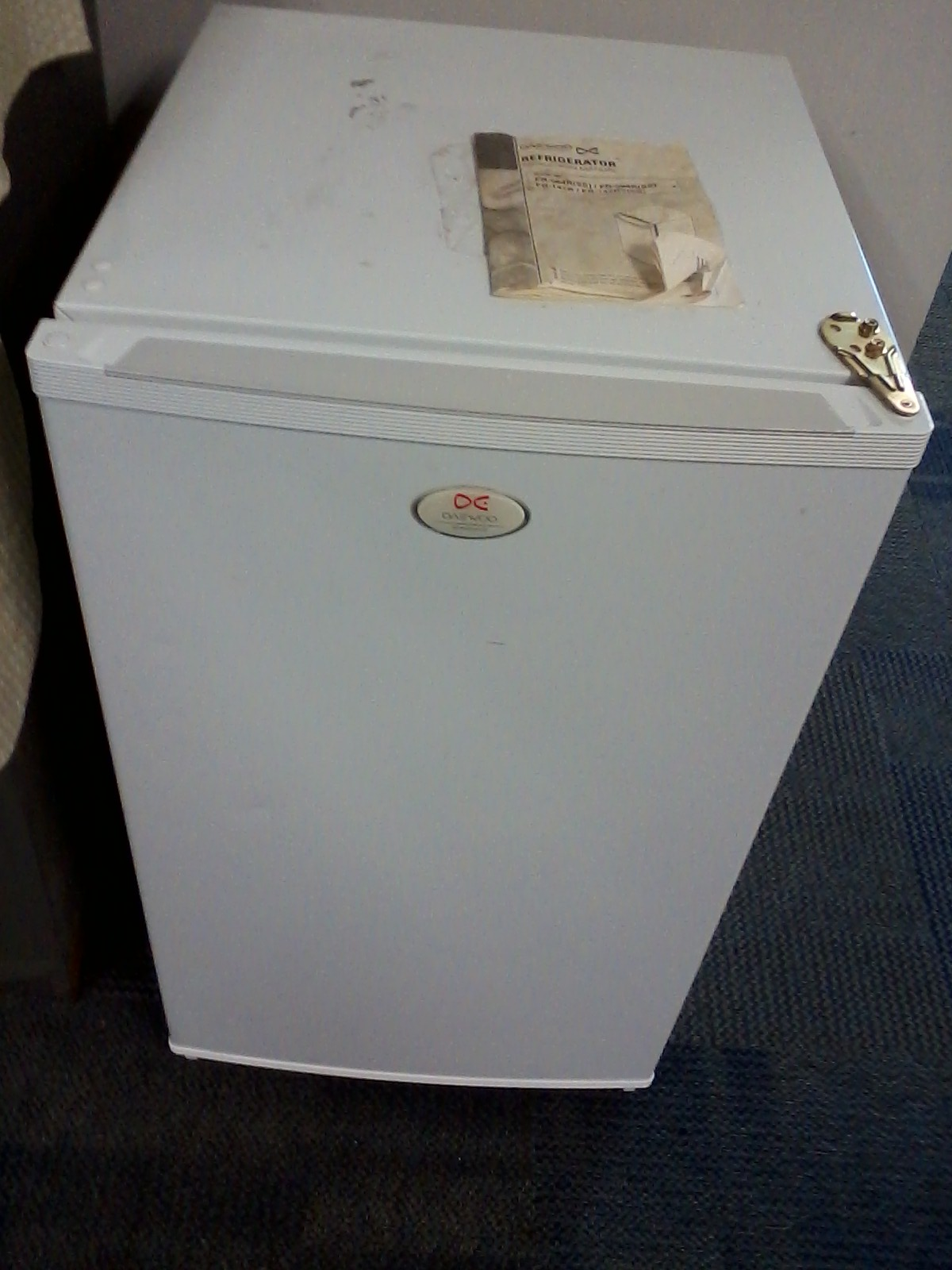
Refrigerador Daewoo
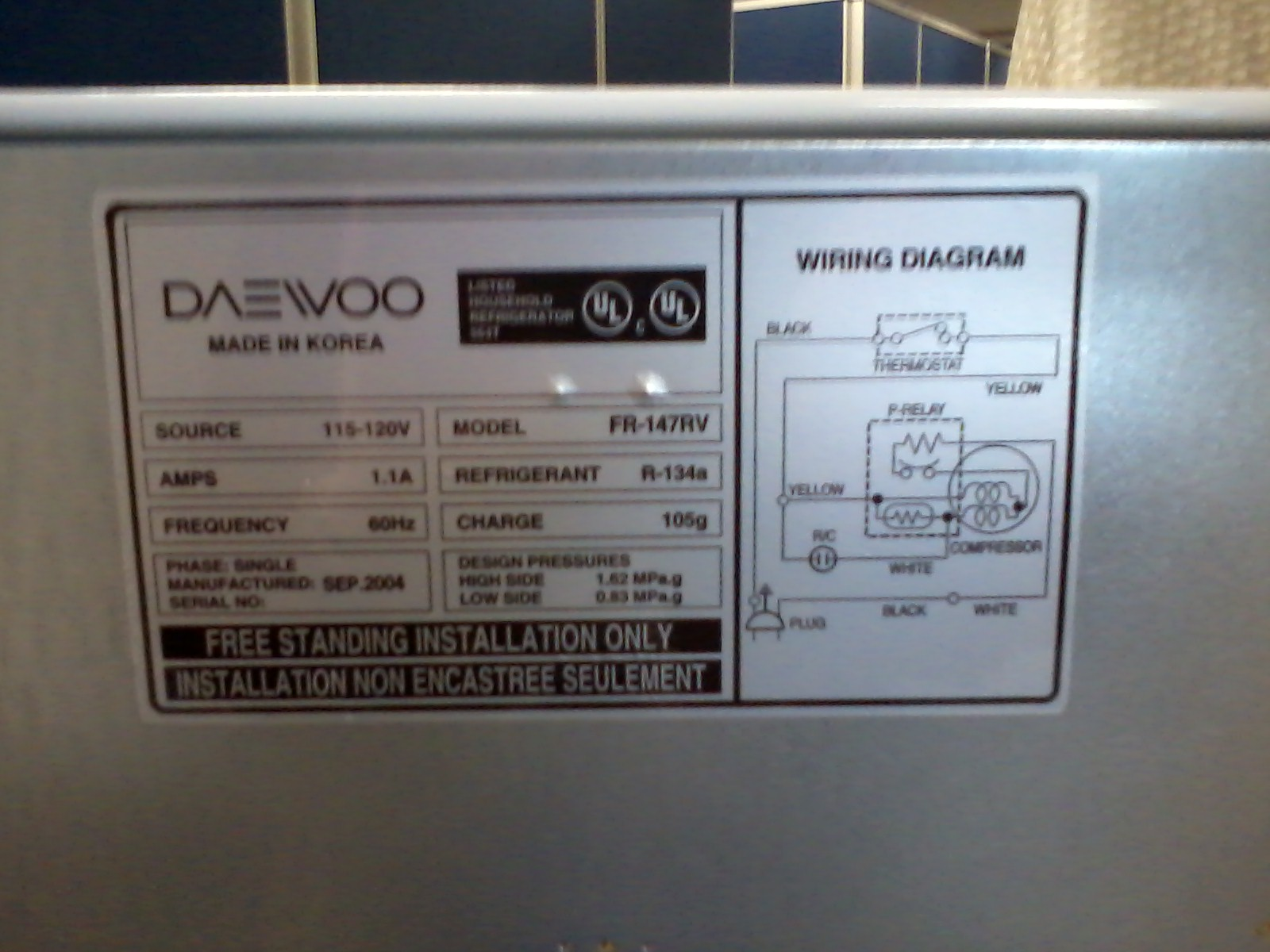
Parte trasera del refrigerador
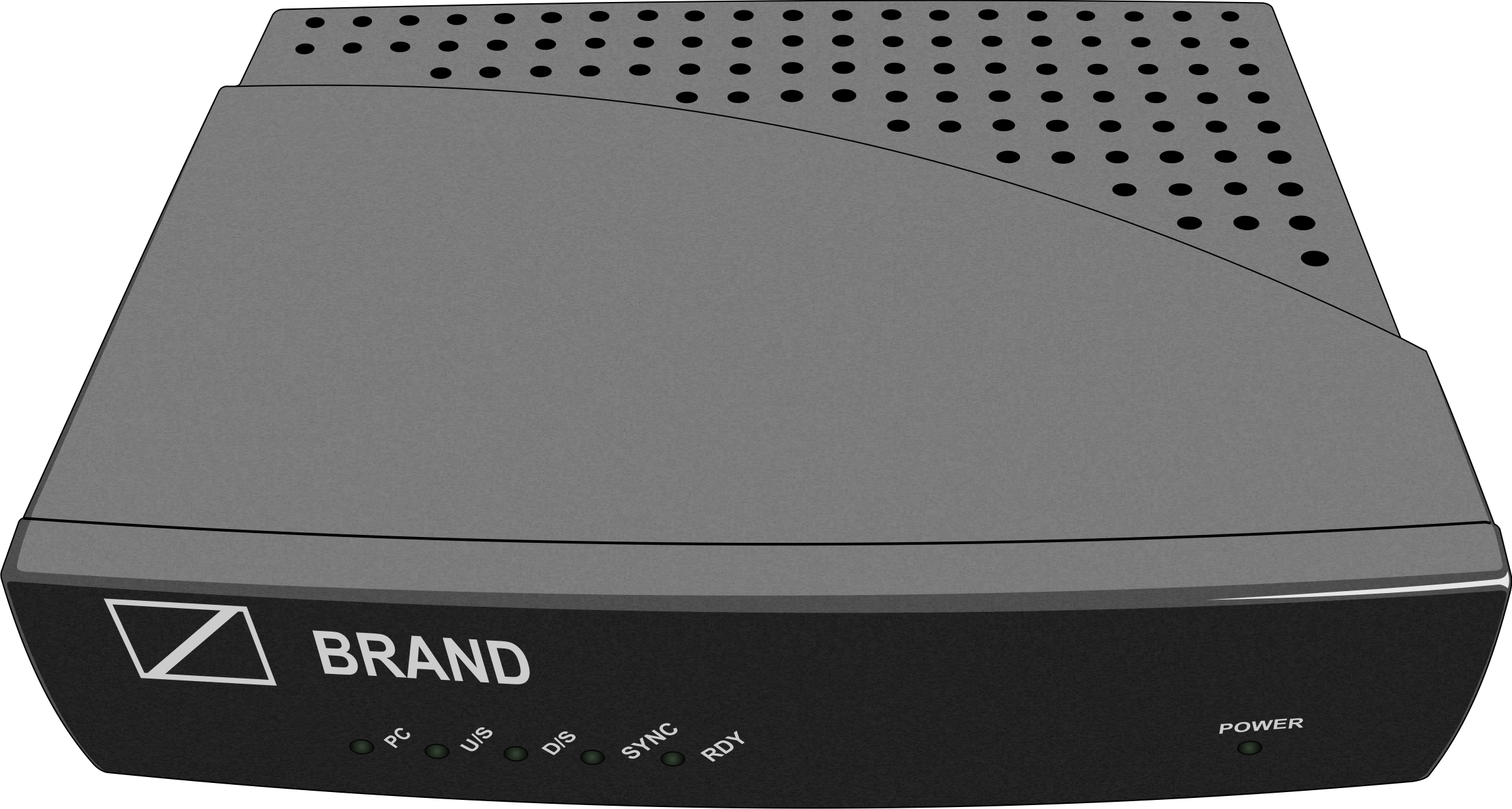
Modem Daewoo
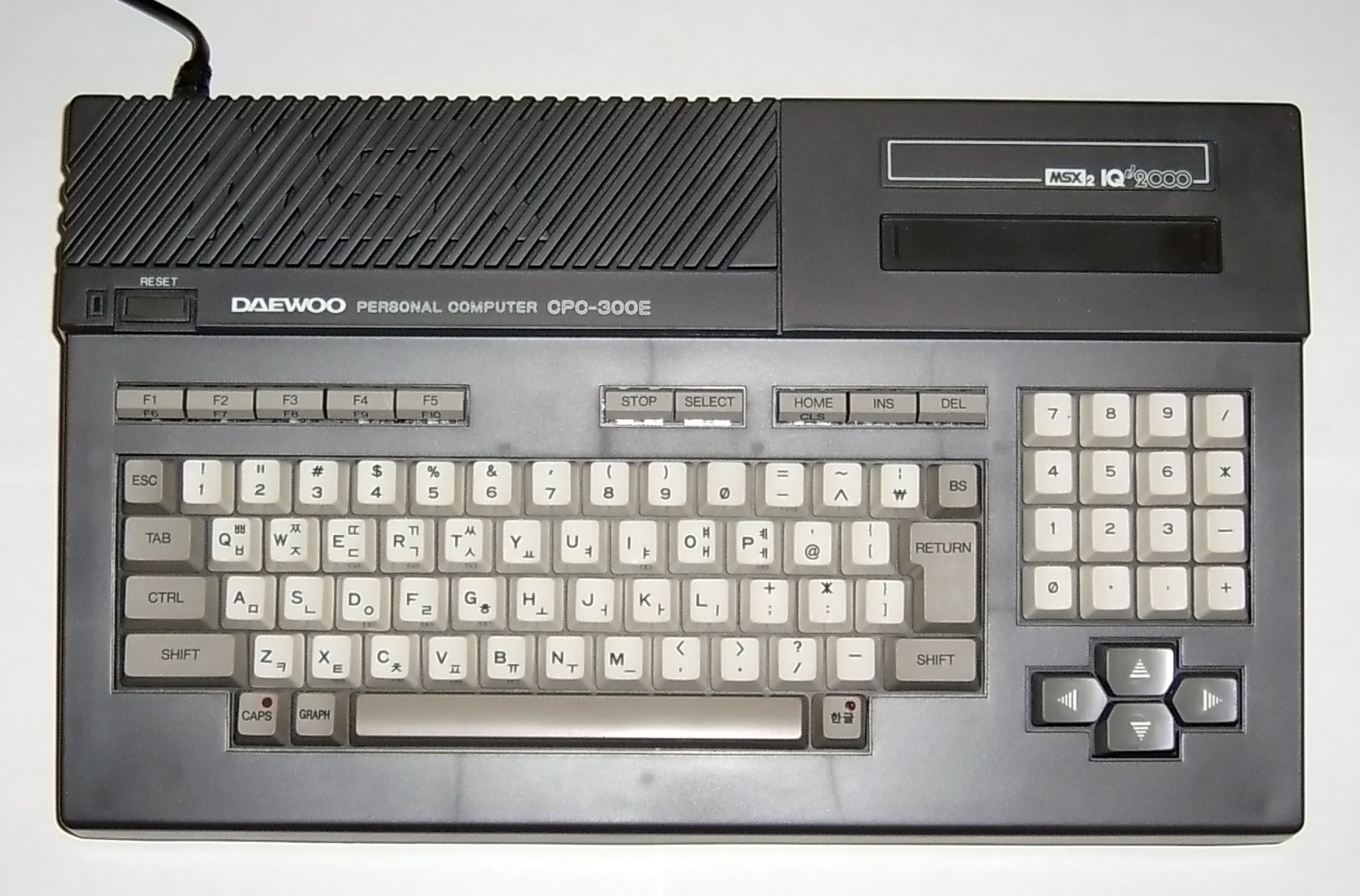
Daewoo CPC-300E